# Сент-Обен-лез-Эльбёф
Сент-Обен-лез-Эльбёф (фр. Saint-Aubin-lès-Elbeuf) — город на севере Франции, регион Нормандия, департамент Приморская Сена, округ Руан, кантон Кодбек-лез-Эльбёф. Расположен в 24 км к югу от Руана и в 42 км к северу от Эврё, в 7 км от автомагистрали А13 "Нормандия", внутри одного из меандров Сены. Один из многочисленных городов-спутников Руана, входит в состав Метрополии Руан Нормандия. В центре города находится железнодорожная станция Эльбёф-Сент-Обен линии Серкиньи-Уасель.
Население (2018) — 8 277 человек.

## Достопримечательности
- Ипподром Сент-Обен-лез-Эльбёф
- Церковь Сент-Обен

## Экономика
Структура занятости населения:
- сельское хозяйство — 0,0 %
- промышленность — 26,8 %
- строительство — 2,8 %
- торговля, транспорт и сфера услуг — 26,1 %
- государственные и муниципальные службы — 44,3 %

Уровень безработицы (2017) — 16,9 % (Франция в целом —  13,4 %, департамент Приморская Сена — 15,3 %). 

Среднегодовой доход на 1 человека, евро (2018) — 20 830 (Франция в целом — 21 730, департамент Приморская Сена — 21 140).

## Демография
Динамика численности населения, чел.

## Администрация
Пост мэра Сент-Обен-лез-Эльбёф с 2020 года занимает Карин Бенджебара-Бле (Karine Bendjebara-Blais). На муниципальных выборах 2020 года возглавляемый ею левый список победил в 1-м туре, получив 63,75 % голосов.
| Период | Период | Фамилия              | Партия       | Примечания               |
| ------ | ------ | -------------------- | ------------ | ------------------------ |
| 1977   | 1995   | Рене Эру             |              |                          |
| 1995   | 2009   | Жан-Пьер Бланке      |              |                          |
| 2009   | 2020   | Жан-Мари Массон      | Разные левые | государственный служащий |
| 2020   |        | Карин Бенджебара-Бле | Разные левые | социальный работник      |

## Города-побратимы
- Паттензен, Германия

## Галерея

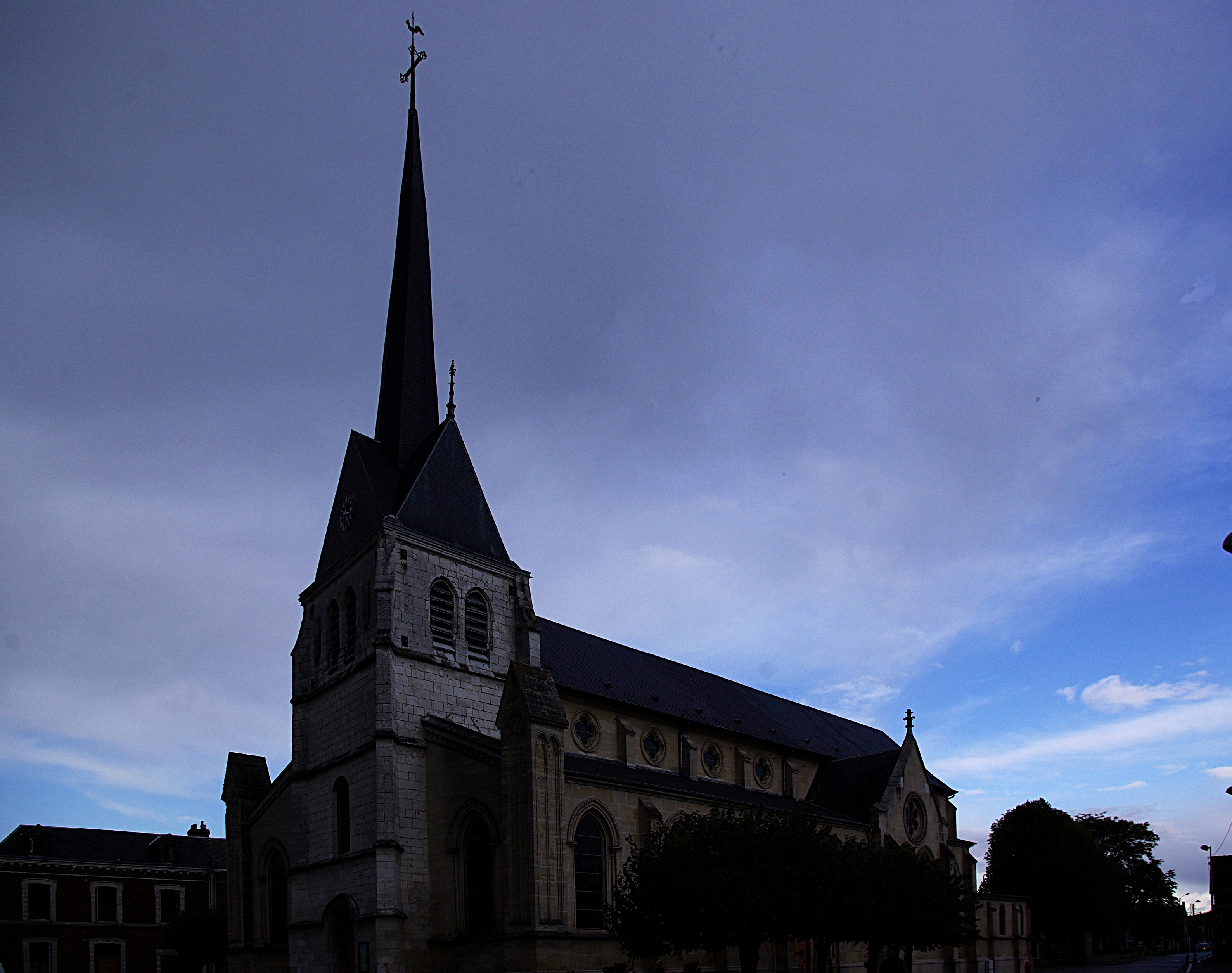
Церковь Сент-Обен
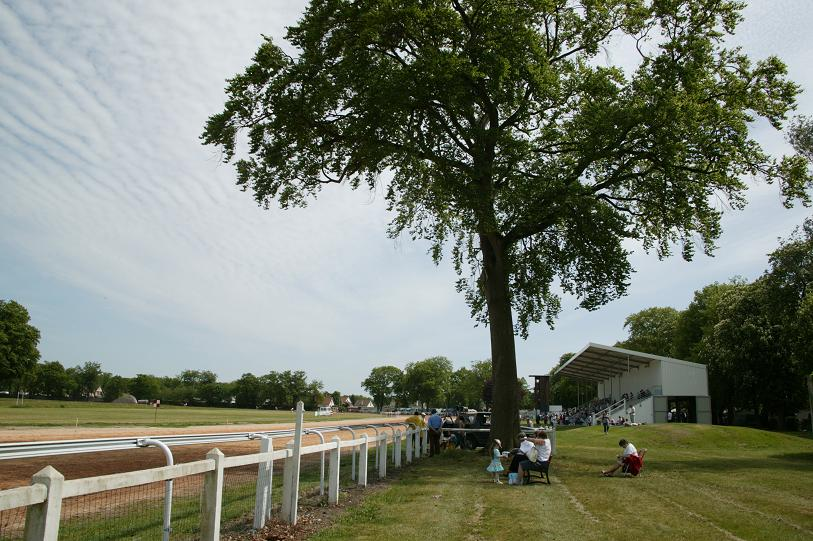
Ипподром

1. 1 2  база данных о французских коммунах — Национальный географический институт Франции, 2015.